# 1954-es úszó-Európa-bajnokság
Az 1954-es úszó-Európa-bajnokságot Torinóban, Olaszországban rendezték augusztus 31. és szeptember 5. között. Az Eb-n 18 versenyszámot rendeztek. 13-at úszásban, 4-et műugrásban és egyet vízilabdában. Először volt verseny az Eb-n pillangóúszásban.

## Magyar érmesek
| Érem  | Versenyző                                           | Versenyszám | Versenyszám           |
| ----- | --------------------------------------------------- | ----------- | --------------------- |
| Arany | Nyéki Imre                                          | úszás       | Férfi 100 m gyors     |
| Arany | Csordás György                                      | úszás       | Férfi 400 m gyors     |
| Arany | Csordás György                                      | úszás       | Férfi 1500 m gyors    |
| Arany | Tumpek György                                       | úszás       | Férfi 200 m pillangó  |
| Arany | Till László Dömötör Zoltán Kádas Géza Nyéki Imre    | úszás       | Férfi 4 × 200 m gyors |
| Arany | Szőke Katalin                                       | úszás       | Női 100 m gyors       |
| Arany | Sebő Ágota                                          | úszás       | Női 400 m gyors       |
| Arany | Gyenge Valéria Sebő Ágota Temes Judit Szőke Katalin | úszás       | Női 4 × 100 m gyors   |
| Arany | Férfi válogatott                                    | vízilabda   | csapat                |
| Ezüst | Schuszter György                                    | úszás       | Férfi 1500 m gyors    |
| Ezüst | Magyar László                                       | úszás       | Férfi 100 m hát       |
| Ezüst | Feyér Zsolt                                         | úszás       | Férfi 200 m pillangó  |
| Ezüst | Temes Judit                                         | úszás       | Női 100 m gyors       |
| Ezüst | Gyenge Valéria                                      | úszás       | Női 400 m gyors       |
| Ezüst | Littomeritzky Mária                                 | úszás       | Női 100 m pillangó    |
| Bronz | Kádas Géza                                          | úszás       | Férfi 100 m gyors     |
| Bronz | Utassy Sándor                                       | úszás       | Férfi 200 m mell      |
| Bronz | Killerman Klára                                     | úszás       | Női 200 m mell        |

## Éremtáblázat
(A táblázatban Magyarország és a rendező nemzet eltérő háttérszínnel kiemelve.)
| Helyezés | Nemzet         | Arany | Ezüst | Bronz | Összesen |
| 1.       | Magyarország   | 9     | 6     | 3     | 18       |
| 2.       | Szovjetunió    | 4     | 3     | 4     | 11       |
| 3.       | NDK            | 2     | 0     | 0     | 2        |
| 4.       | Hollandia      | 1     | 2     | 1     | 4        |
| 5.       | Franciaország  | 1     | 1     | 1     | 3        |
| 6.       | NSZK           | 1     | 0     | 2     | 3        |
| 7.       | Svédország     | 0     | 2     | 1     | 3        |
| 8.       | Olaszország    | 0     | 1     | 1     | 2        |
| 8.       | Jugoszlávia    | 0     | 1     | 1     | 2        |
| 10.      | Dánia          | 0     | 1     | 0     | 1        |
| 10.      | Lengyelország  | 0     | 1     | 0     | 1        |
| 12.      | Nagy-Britannia | 0     | 0     | 3     | 4        |
| 13.      | Ausztria       | 0     | 0     | 1     | 1        |
| Összesen | Összesen       | 18    | 18    | 18    | 54       |

## Érmesek

### Úszás
Férfi
| Versenyszám             | Arany                                                                 | Arany   | Ezüst                                                                         | Ezüst   | Bronz                                                                                    | Bronz   |
| ----------------------- | --------------------------------------------------------------------- | ------- | ----------------------------------------------------------------------------- | ------- | ---------------------------------------------------------------------------------------- | ------- |
| 100 m-es gyorsúszás     | Nyéki Imre · Magyarország                                             | 57,8    | Lev Balangyin · Szovjetunió                                                   | 58,2    | Kádas Géza · Magyarország                                                                | 58,3    |
| 400 m-es gyorsúszás     | Csordás György · Magyarország                                         | 4:38,8  | Angelo Romani · Olaszország                                                   | 4:40,4  | Per-Olof Östrand · Svédország                                                            | 4:40,9  |
| 1500 m-es gyorsúszás    | Csordás György · Magyarország                                         | 18:57,8 | Schuszter György · Magyarország                                               | 19:05,6 | Vlagyimir Lavrinyenko · Szovjetunió                                                      | 19:10,6 |
| 100 m-es hátúszás       | Gilbert Bozon · Franciaország                                         | 1:05,1  | Magyar László · Magyarország                                                  | 1:05,3  | John Brockway · Nagy-Britannia                                                           | 1:05,9  |
| 200 m-es mellúszás      | Klaus Bodinger · NDK                                                  | 2:40,9  | Marek Petrusewicz · Lengyelország                                             | 2:42,5  | Utassy Sándor · Magyarország                                                             | 2:43,8  |
| 200 m-es pillangóúszás  | Tumpek György · Magyarország                                          | 2:32,2  | Feyér Zsolt · Magyarország                                                    | 2:35,1  | Vagyim Martincsik · Szovjetunió                                                          | 2:36,3  |
| 4 × 200 m-es gyorsváltó | Magyarország · Till László · Dömötör Zoltán · Kádas Géza · Nyéki Imre | 8:47,8  | Franciaország · Jean Boiteux · Gilbert Bozon · Guy Montserret · Aldo Eminente | 8:54,1  | Szovjetunió · Nyikolaj Szuhorukov · Vjacseszlav Kurennoj · Jurij Abovjan · Lev Balangyin | 8:55,9  |

Női
| Versenyszám             | Arany                                                                    | Arany  | Ezüst                                                                               | Ezüst  | Bronz                                                                   | Bronz  |
| ----------------------- | ------------------------------------------------------------------------ | ------ | ----------------------------------------------------------------------------------- | ------ | ----------------------------------------------------------------------- | ------ |
| 100 m-es gyorsúszás     | Szőke Katalin · Magyarország                                             | 1:05,8 | Temes Judit · Magyarország                                                          | 1:06,7 | Geertje Wielema · Hollandia                                             | 1:07,3 |
| 400 m-es gyorsúszás     | Sebő Ágota · Magyarország                                                | 5:14,4 | Gyenge Valéria · Magyarország                                                       | 5:16,3 | Esa Ligorio · Jugoszlávia                                               | 5:18,7 |
| 100 m-es hátúszás       | Geertje Wielema · Hollandia                                              | 1:13,2 | Johanna de Korte · Hollandia                                                        | 1:13,6 | Pat Symons · Nagy-Britannia                                             | 1:17,3 |
| 200 m-es mellúszás      | Ursula Happe · NSZK                                                      | 2:54,9 | Jytte Hansen · Dánia                                                                | 2:55,0 | Killerman Klára · Magyarország                                          | 2:55,8 |
| 100 m-es pillangóúszás  | Jutta Langenau · NDK                                                     | 1:16,6 | Littomeritzky Mária · Magyarország                                                  | 1:18,6 | Ursula Happe · NSZK                                                     | 1:18,9 |
| 4 × 100 m-es gyorsváltó | Magyarország · Gyenge Valéria · Sebő Ágota · Temes Judit · Szőke Katalin | 4:30,6 | Hollandia · Loes Zandvliet · Johanna de Korte · Hettie Balkenende · Geertje Wielema | 4:33,2 | NSZK · Kati Jansen · Gisela von Netz · Birgit Klomp · Elisabeth Rechlin | 4:37,2 |

### Műugrás
Férfi
| Versenyszám         | Arany                      | Arany  | Ezüst                          | Ezüst  | Bronz                          | Bronz  |
| ------------------- | -------------------------- | ------ | ------------------------------ | ------ | ------------------------------ | ------ |
| 3 m-es műugrás      | Roman Brener · Szovjetunió | 153,26 | Gennagyij Udalov · Szovjetunió | 141,16 | Christian Piré · Franciaország | 136,97 |
| 10 m-es toronyugrás | Roman Brener · Szovjetunió | 144,01 | Mihail Csacsba · Szovjetunió   | 142,06 | Peter Heatly · Nagy-Britannia  | 133,59 |

Női
| Versenyszám         | Arany                               | Arany  | Ezüst                                    | Ezüst  | Bronz                          | Bronz  |
| ------------------- | ----------------------------------- | ------ | ---------------------------------------- | ------ | ------------------------------ | ------ |
| 3 m-es műugrás      | Valentyina Csumicseva · Szovjetunió | 129,45 | Birte Hanson-Christoffersen · Svédország | 127,79 | Ljubov Zsigalova · Szovjetunió | 125,30 |
| 10 m-es toronyugrás | Tatyjana Karakasjanc · Szovjetunió  | 79,86  | Birte Hanson-Christoffersen · Svédország | 72,17  | Eva Pfarrhofer · Ausztria      | 65,68  |

### Vízilabda
| Versenyszám | Arany        | Ezüst       | Bronz       |
| ----------- | ------------ | ----------- | ----------- |
| Férfi       | Magyarország | Jugoszlávia | Olaszország |